# Provázející učitel

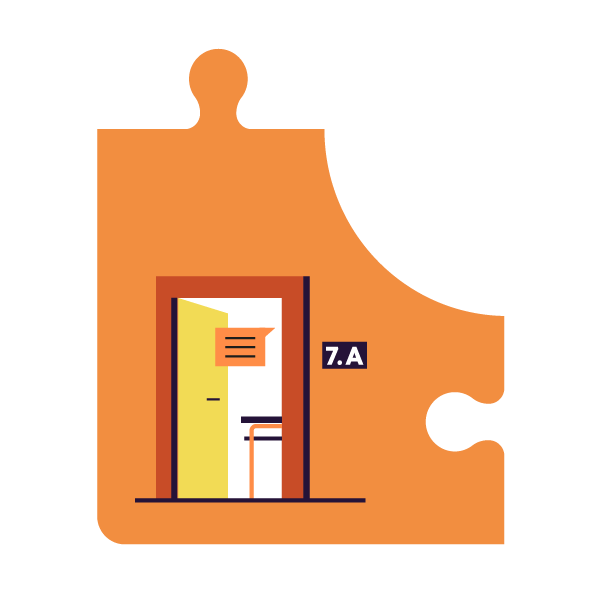
Puzzle provázející učitel/ka

Provázející učitel je osoba, u které student učitelství provádí odbornou praxi. Jedná se o pedagogického pracovníka s minimálně pětiletou praxí. Jeho hlavním cílem je metodické vedení a podpora studenta při plánování, realizaci a vyhodnocování výuky.

## Vymezení pojmu
Pojem provázející učitel bývá zaměňován s uvádějícím učitelem. Uvádějící učitel metodicky vede již vystudovaného začínajícího učitele na škole po vstupu do profese. Toto vedení probíhá po dobu adaptačního období učitele - 2 roky.
Uvádějící učitel průběžně a pravidelně hodnotí pedagogickou činnost začínajícího učitele, metodicky jej vede a seznamuje s podmínkami provozu konkrétní školy a její dokumentací.

## Příprava pro povolání učitele
Provázející učitel může vést žáky učitelství střední školy, vyšší odborné školy, vysoké školy nebo účastníka dalšího vzdělávání pedagogických pracovníků. V praxi se nejčastěji jedná o vysokoškolské studenty.
Příprava vysokoškolských studentů učitelství pro vykonání povolání se skládá ze čtyř složek:
1. učitelská propedeutika - všeobecná příprava ke studiu učitelství,
2. oborová složka s didaktikou,
3. závěrečná práce,
4. pedagogická praxe - příprava studentů na výkon povolání.

Vysokoškolský student se s provázejícím učitelem setkává v rámci plnění učitelské praxe.

### Činnost provázejícího učitele
Provázející učitel poskytuje studentovi na praxi odbornou, organizačně technickou a metodickou podporu. Plánuje se studentem výuku, reflektuje odučené hodiny, přibližuje mu školní prostředí a roli učitele. Zároveň je provázející učitel často jediným praktikem, se kterým se student v průběhu své pregraduální přípravy setká. Má na profesní vývoj studenta učitelství a kvalitu praxe zásadní vliv. Provázející učitel může ovlivnit studentovo vnímání role vyučujícího a podobu jeho budoucí výuky.
Provázející učitelé působí typicky na mateřských, základních a středních školách tam, kde probíhají učitelské praxe. Počet provázejících učitelů si každý školní rok určuje daná škola sama.

### Cíle práce provázejícího učitele
Činnost provázejícího učitele ovlivňuje připravenost učitele na profesi ještě před tím, než nastoupí do školy a dostane přiděleného uvádějícího učitele, který mu usnadňuje vstup do nového zaměstnání. Kvalitní spolupráce s provázejícím učitelem během studia a následně uvádějícím učitelem v profesi tak může mít významný vliv na připravenost učitele a jeho setrvání v profesi. Cílem je aby učitel na začátku své profesní dráhy postupně spolupracoval s oběma typy učitelů - s provázejícím i uvádějícím. Tato spolupráce může ovlivnit úspěšnost studenta při vstupu do profese, a má tak potenciál snižovat počet předčasných odchodů začínajících učitelů ze školství.

### Vyhodnocení činnosti
Vyhodnocení vlivu učitelské praxe na studentovu připravenost pro výkon profese lze realizovat pomocí tripartitních setkání. Takové setkání probíhá za přítomnosti studenta, provázejícího učitele a vysokoškolského vzdělavatele. Cílem je integrovat praktické a teoretické kompetence studenta pomocí zpětné vazby a sebereflexe.
Role provázejících učitelů a jejich spolupráce se studenty je důležitá pro efektivitu a kvalitu učitelské praxe.

## Výzvy a rizika provázejících učitelů
Součástí role provázejícího učitele jsou rizika jako je imitace stylu výuky studentem - replikace nekvalitní výuky a konflikty či obtíže v komunikaci mezi jednotlivými aktéry. Naopak výzvami pro provázející učitele jsou vysoké časové nasazení a organizační nároky. Pokud spolupráce těmto rizikům podlehne a výzvy nebudou překonány, může mít praxe naopak negativní vliv na studentovo další učitelské působení.
Těm lze předcházet jasným definováním struktury a cílů spolupráce, s čímž může být nápomocný tzv. Kompetenční rámec provázejícího učitele vytvořený organizací Učitel naživo.

### Kompetenční rámec provázejícího učitele
Kompetenční rámec vytvořený organizací Učitel naživo je evaluační nástroj pro spolupráci mezi provázejícím učitelem a studentem. Je vytvořen na základě schématu: metodické vedení - podpora studenta při plánování a realizaci - vyhodnocování výuky. Cílem rámce je podpořit provázející učitele v rámci výkonu této role a nabídnout konkrétní metody spolupráce se studenty.
Rozvržení spolupráce je v následujících pěti bodech:
1. Utváříme vztah založený na důvěře
2. Vytváříme prostředí pro realizaci praxe studentů a pro vzájemné učení
3. Společně připravujeme výuku
4. Učíme děti – společně s dětmi v akci
5. Učíme se navzájem. Reflektujeme učení dětí i své

## Legislativní ukotvení
Role provázejícího učitele a podmínky pro její výkon stanovuje §3 a §24c, Zákon č. 563/2004 Sb., Zákon o pedagogických pracovnících. Shrnutí podstatných bodů zákona v rámci provázejících učitelů:
- Provázející učitel vede studenta připravujícího se v rámci praktického vyučování, praktické přípravy nebo praxe na výkon povolání učitele.
- Provázejícím učitelem může být osoba splňující předpoklady pro výkon činnosti pedagogického pracovníka a získala praxi spočívající ve výkonu přímé pedagogické činnosti v délce 5 let.[2]

### Finanční ohodnocení provázejících učitelů
Provázející učitel bude mít za výkon specializované činnosti dle plánované novely vyhlášky č. 317/2005 Sb. nárok na příplatek ve výši 1000 až 2000 Kč měsíčně. Novela by měla vzejít v platnost k 1. 1. 2026. Finanční ohodnocení by poté platilo za předpokladu splnění těchto podmínek:
- rozsah min. 60 hodin,
- absolvování specializovaného studia.[6]

## Vývoj v České republice

### Do roku 2021
Do roku 2021 byli provázejícími učiteli pedagogové bez přípravného studia nad rámec svého úvazku a za symbolickou finanční odměnu. Od září 2021 dochází k reformě systému přípravy učitelů v souladu se vzdělávací Strategií 2030+.

### Novely od roku 2021
V červnu 2023 byla schválena novela zákona č. 563/2004 Sb. o pedagogických pracovnících, ve které došlo k ukotvení role provázejícího učitele. Zákon nově definuje činnost provázejícího učitele a stanovuje předpoklady pro výkon této role včetně praxe spočívající ve výkonu přímé pedagogické činnosti v délce alespoň 5 let.
K 1. 1. 2026 by měl díky novele zákona č. 561/2004 Sb., o předškolním, základním, středním, vyšším odborném a jiném vzdělávání (školský zákon) naběhnout systém podpory všech provázejících učitelů, který jim garantuje finanční odměnu 1000 - 2000 Kč za předpokladu realizace činnosti provázejícího učitele v rozsahu minimálně 60 hodin/rok a absolvování specializačního studia. Předpokládá se i novela nařízení vlády č. 75/2005 Sb., která stanoví snížený rozsah přímé pedagogické činnosti při výkonu této specializované činnosti ve větším rozsahu. Plnění role provázejícího učitele se tak bude odehrávat v rámci úvazku učitele na jeho škole jako součást jeho nepřímé pedagogické činnosti.

#### Pokusné ověřování systému podpory provázejících učitelů
Systém podpory je od února 2023 do prosince 2025 pokusně ověřován ministerstvem školství. V rámci pokusného ověřování získají provázející učitelé vzdělávání, metodickou podporu a finanční ohodnocení za svou činnost. Do pilotáže je zapojeno 40 vzdělávacích institucí a více než 1200 provázejících učitelů na 400 školách. Z průběžné evaluační zprávy ministerstva vyplývá, že studenti a učitelé zapojení do projektu vykazují vyšší míru spokojenosti s průběhem praxí a také lépe hodnotí své kompetence. Díky legislativnímu ukotvení systému podpory v novele školského zákona během roku 2025 se předpokládá plynulý přechod pokusného ověřování do celé školské soustavy pro všech 3500 provázejících učitelů.

## Zahraniční praxe
V mnoha evropských zemích je činnost provázejícího učitele považována za klíčový nástroj ve vzdělávání studentů učitelství. V rámci podpory provázejících učitelů v zahraničí nalezneme příklady praxe, které se týkají zejména vzdělání, systematické podpory či legislativního ukotvení provázejících učitelů.

### Absolvování specializovaného studia
Vzdělávací program rozvíjející mentorské a reflektivní schopnosti musí být provázejícími učiteli povinně absolvován například v Německu, Anglii, Rakousku a Finsku. Oficiální standard provázejícího učitele, který pomáhá učiteli zorientovat se ve své specifické roli a efektivně ji vykonávat, nalezneme v Anglii, Norsku, Rakousku či Německu.

## Praxe ve vybraných zahraničních zemích

### Finsko
V oblasti studijní praxe probíhá spolupráce finských vysokoškolských vzdělavatelů s provázejícími učiteli. Praxe zahrnuje samotnou výuku, diskuse, reflexe a seznamování se s úkoly a odpovědnostmi souvisejícími s různými situacemi, které se objevují v každodenním chodu škol. Vysokoškolští vzdělavatelé zajišťují podporu provázejícím učitelům a také se podílejí na reflexi praxe budoucích učitelů. Konkrétně zajišťují „zaučení“ provázejících učitelů, aby byli připraveni na svou roli.
Ve Finsku existuje sdílený metodický materiál, který určuje, jak má praxe vypadat a co od provázejících učitelů fakulta očekává. Učitelé jsou povinni absolvovat speciální vzdělávání pro přípravu na roli provázejícího učitele. Primárním úkolem finských učitelů je učit děti ve své třídě, ale sekundárním a zcela automatickým úkolem je provázení studentů na praxi. Ačkoli je provázení chápáno jako součást práce učitele, dostávají za plnění role provázejícího učitele příplatek.

### Anglie
V Anglii jsou provázející učitelé (mentoři) dle Národních standardů pro mentory doslova „učitelé s odpovídající zkušeností“ (suitably–experienced teachers). Národní standardy pro mentory byly zavedeny v roce 2016 a zahrnují 4 okruhy:
1. Osobnostní kvality,
2. Výuka,
3. Profesionalita,
4. Seberozvoj a práce v partnerství.

Poskytovatelé učitelského výcviku vyžadují, aby provázející učitelé prošli specializovaným přípravným výcvikem.

### Estonsko
Praxe v Estonsku za podpory provázejícího učitele probíhá na magisterském stupni ve 3. a 4. semestru. Vysoké školy svým provázejícím učitelům poskytují mentorský výcvik – existují šestidenní a dvoudenní vzdělávací moduly pro provázející učitele. Obsahem vzdělávání jsou hlavně praktické základy pedagogického mentoringu, například jak pozorovat výuku a jak poskytovat zpětnou vazbu.

### Německo
Provázející učitel/ka je v Německu označován/a jako Mentor/Mentorin a studenta provází během praktického semestru (Praxissemester) v rámci studia učitelství. Činnosti a podpory provázejících učitelů, systém se liší v různých spolkových zemích. V Německu je pozice provázejícího učitele jasně definována v legislativě.

### Norsko
V Norsku má většina praxe aktivní podobu, a student učitelství tedy přímo spolupracuje se svým provázejícím učitelem. Kvalifikovaný provázející učitel musí být vzdělaný v pedagogické oblasti, podstoupit výcvik pro provázející učitele a uvádějící učitele, potřebuje být odborně způsobilý a mít nejméně tři roky praxe jako učitel.. Důraz je kladen na praktické dovednosti v učitelství a vytváření důvěry mezi provázejícím učitelem a studentem učitelství.

### Švédsko
Při praxi v rámci učitelského programu ve Švédsku mají studenti soustavnou podporu provázejícího učitele. Každý student má právě jednoho provázejícího učitele, kterého následuje po celou dobu umístění na praxi. Stejně tak má provázející učitel na starost právě jednoho studenta. Provázející učitel studentovi zajišťuje podporu a rozhoduje, kolik samostatnosti a kdy mu ponechá.